# Tschaggunser Mittagspitze
Tschaggunser Mittagspitze är en bergstopp i Österrike.   Den ligger i distriktet Bludenz och förbundslandet Vorarlberg, i den västra delen av landet, 500 km väster om huvudstaden Wien. Toppen på Tschaggunser Mittagspitze är 2 168 meter över havet, eller 105 meter över den omgivande terrängen. Bredden vid basen är 0,16 km.
Terrängen runt Tschaggunser Mittagspitze är huvudsakligen bergig. Närmaste större samhälle är Bludenz, 13,0 km norr om Tschaggunser Mittagspitze. 
I omgivningarna runt Tschaggunser Mittagspitze växer i huvudsak blandskog. Runt Tschaggunser Mittagspitze är det ganska glesbefolkat, med 47 invånare per kvadratkilometer.